# Hans Luik
Hans Luik (* 26. März 1927 in Tartu; † 13. August 2017) war ein estnischer Schriftsteller und Übersetzer.

## Leben
Hans Luik besuchte von 1934 bis 1941 das Hugo-Treffner-Gymnasium und fiel gemeinsam mit seiner Mutter der ersten großen Deportation aus Estland zum Opfer, die Josef Stalin im Juni 1941 durchführen ließ, nachdem die Sowjetunion Estland 1940 annektiert hatte. Sein Vater war bereits im Januar 1941 inhaftiert worden. Nach dem Krieg konnte Hans Luik aus Sibirien zurückkehren und 1947 in Tartu sein Abitur machen. Anschließend studierte er in Moskau von 1948 bis 1952 an der Russischen Akademie für Theaterkunst Theaterwissenschaften. Danach zog er nach Tallinn zurück, wo er seitdem als freier Schriftsteller lebte.
1987 gründete er gemeinsam mit Teet Kallas, Heino Kiik, Jaan Kross, Mats Traat, Arvo Valton und Enn Vetemaa den Verlag Kupar, der der erste unabhängige estnische Verlag war. Der Verlag bestand bis 2003 und war durch seine Publikationen ein Mitgestalter der Singenden Revolution in Estland, da er etliche bis dahin verbotene Bücher publizierte.
Luik war ab 1974 Mitglied des Estnischen Schriftstellerverbands. Die estnische Schriftstellerin Viivi Luik war seine Cousine, der estnische Medienunternehmer Hans H. Luik sein Sohn.

## Werk
Hans Luik veröffentlichte seine ersten Geschichten in den 1960er-Jahren und gewann mit seinem Roman Weit entfernt vom Weltraumbahnhof 1967 einen Preis beim Romanwettbewerb. Auch danach verfasste er noch einen weiteren Roman, erreichte jedoch mit seinen zeitgenössische Themen behandelnden Theaterstücken größere Popularität. Zusätzlich verfasste er populärwissenschaftliche Bücher für Jugendliche.
Außerdem war er (Co)Autor von Drehbüchern; so erstellte er beispielsweise gemeinsam mit Enn Vetemaa das Skript für den erfolgreichen Film Zeit zu leben, Zeit zu lieben (1977) und war an dem prämierten Kurzfilm Auszeit (1984) von Priit Pärn beteiligt.
Luik übersetzte vornehmlich aus dem Russischen (u. a. Nikolai Wassiljewitsch Gogol, Anton Pawlowitsch Tschechow und Iwan Sergejewitsch Turgenew) und Englischen (u. a. Ray Bradbury, Vladimir Nabokov und H. G. Wells), aber auch aus dem Deutschen (z. B. Karl Mays Winnetou).

## Bibliografie
- Inimene võidab surma. Eesti Raamat, Tallinn, 1967 („Der Mensch besiegt den Tod“)
- Kõik noored orbiidile. Eesti Raamat, Tallinn, 1967 („Alle jungen Leute in die Umlaufbahn“)
- Kosmodroomidest kaugel. Eesti Raamat, Tallinn, 1969 („Weit entfernt vom Weltraumbahnhof“)
- Homsed tähed. Eesti Raamat, Tallinn, 1971 („Die Sterne von Morgen“)
- Keelatud vili. Kupar, Tallinn, 1989 („Verbotene Frucht“)
- Minu imeline elu 1–3. s. l.: Kuldsuu 2009–2011 („Mein erstaunliches Leben“, 3 Bände)